# Ottomaans-Perzische oorlogen

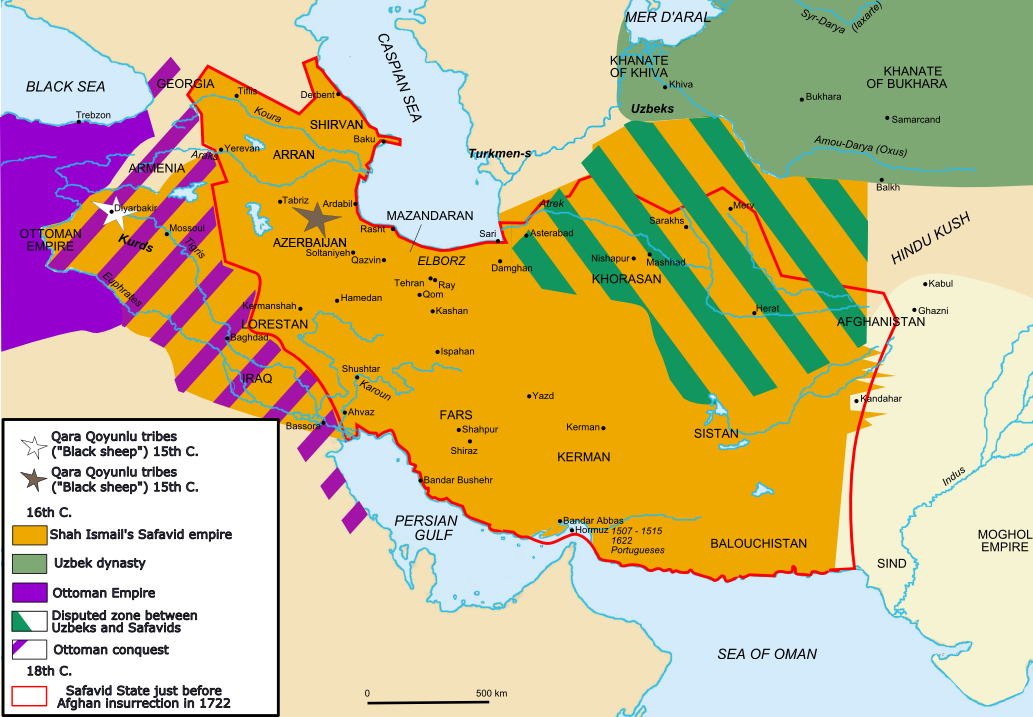
De grenzen tussen het Ottomaanse en het Perzische rijk in 1639. Het paars gearceerde gebied werd definitief Ottomaans

De Ottomaans-Perzische oorlogen waren een reeks oorlogen van de 16e tot de 19e eeuw tussen het Ottomaanse Rijk en verschillende dynastieën uit Perzië. De conflicten gingen enerzijds over grondgebied, met name  Oost-Anatolië, de Kaukasus en Mesopotamië, en anderzijds de godsdiensttwisten tussen het soennisme (Ottomanen) en het sjiisme (Perzen). 

## Tegen deSafawieden
- Slag bij Chaldiran (1514)
- Ottomaans-Perzische Oorlog (1532-1555)
- Ottomaans-Perzische Oorlog (1578-1590)
- Ottomaans-Perzische Oorlog (1603-1618)
- Ottomaans-Perzische Oorlog (1623-1639)

## Tegen deHotakiden
- Ottomaans-Perzische Oorlog (1722-1727)

## Tegen deAfshariden
- Ottomaans-Perzische Oorlog (1730-1736)
- Ottomaans–Perzische Oorlog (1743–1746)

## Tegen deZand
- Ottomaans-Perzische Oorlog (1775-1776)

## Tegen deKadjaren
- Ottomaans-Perzische Oorlog (1821-1823)